# Georg von Weinrich

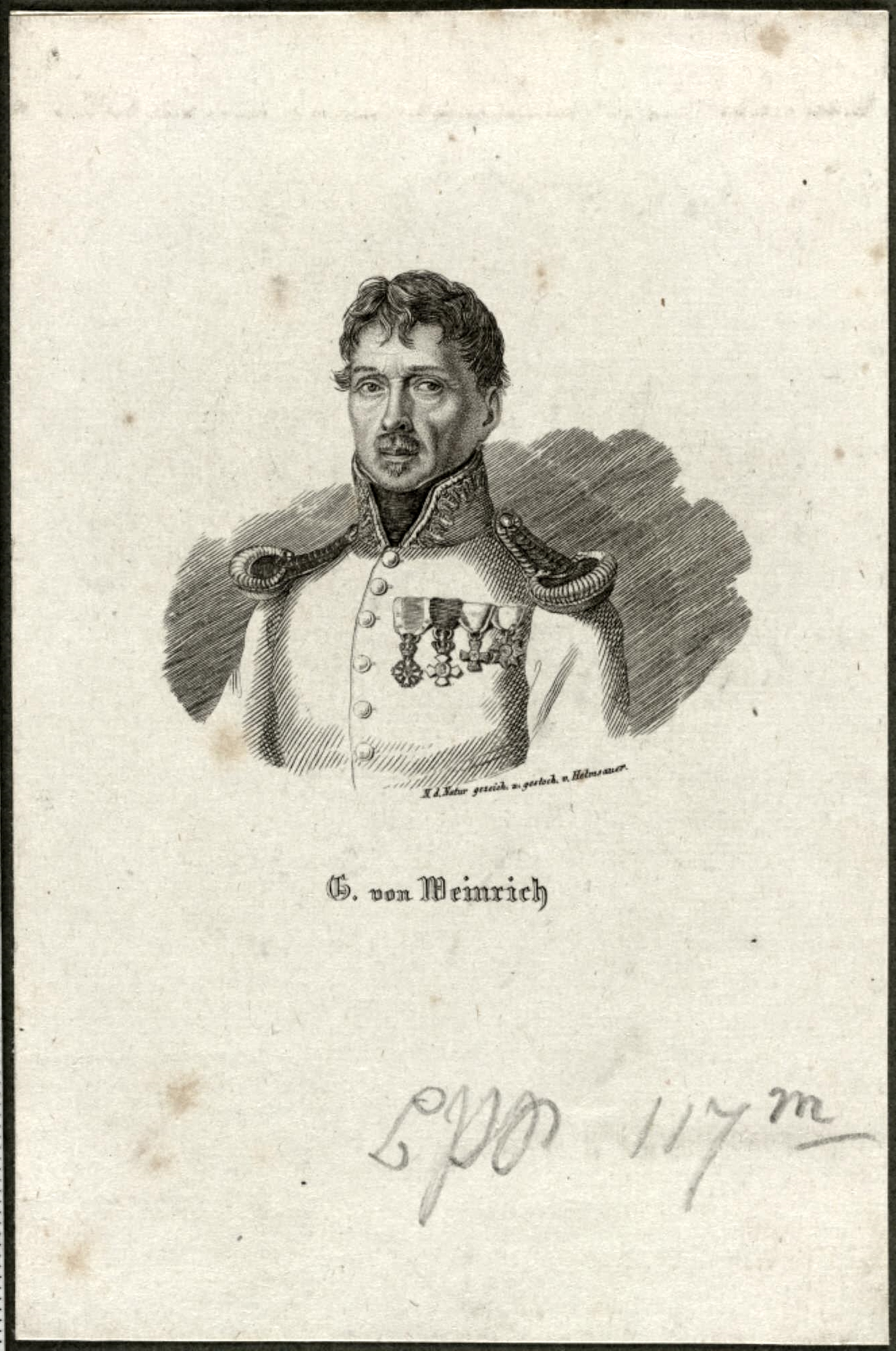
Ilustración de Georg von Weinrich.

Georg von Weinrich (11 de enero de 1768 - 12 de diciembre de 1836) fue un militar bávaro que sirvió como Ministro de Guerra desde el 31 de enero de 1829 hasta su muerte en 1836. Nació en Maguncia y murió en Múnich.

## Biografía
Weinrich estudió en la Universidad de Maguncia. En 1785 se unió al cuerpo de cadetes del Electorado de Maguncia, avanzó hasta el grado de Unterleutnant en 1787, y participó en las campañas desde 1792 hasta 1800, y en 1815. En 1807 se hizo Mayor, yen 1810 Oberstleutnant en las fuerzas del Gran Ducado de Fráncfort. Después del Congreso de Viena fue adquirido por el Ejército bávaro, se convirtió en Oberst en 1815, y en 1825 en Brigadier y Mayor General. En 1827, pasó a ser comandante de la Fortaleza de Marienberg. En 1829 se convirtió en ministro de guerra del Reino de Baviera bajo el gobierno del rey Luis, y avanzó hasta el rango de Teniente General en 1834. 
El 28 de octubre de 1835, Weinrich recibió el mando de un regimiento de infantería, que fue nombrado a partir de entonces Infanterie-Regiment "Weinrich", y durante un tiempo después de su muerte fue conocido como Infanterie-Regiment "Weinrich vacante".